# Казе Изаја (Л'Аквила)
Казе Изаја (итал. Case Isaia) је насеље у Италији у округу Л'Аквила, региону Абруцо.
Према процени из 2011. у насељу је живело 9 становника. Насеље се налази на надморској висини од 1331 м.